# 최태민
최태민(崔太敏, 1918년 12월 8일~1994년 5월 1일)은 대한민국의 제18대 대통령 박근혜의 측근으로 알려진 인물이다.
최순실의 아버지로, 친일 경찰, 승려, 대한구국선교단 총재, 사이비 교주 등 다양한 이력을 가졌으며, 박근혜와 친분이 두터워 그러한 관계를 이용하여 부정 축재하였다는 의혹을 받고 있다. 가령 신흥종교·이단문제 전문가인 탁명환 국제종교문제연구소 소장은 생전의 기록에서 '최태민의 재산'에 대해 강한 의혹을 제기한 적이 있다. 이름을 수차례 바꿔 최도원(崔道源), 최상훈(崔尙勳), 최퇴운(崔退雲), 공해남(孔亥南) 등의 이름을 사용하였으며, 1977년 3월 9일부터 최태민이라는 이름을 사용하였다. 생전 총 6명의 배우자가 있었다고 알려져 있으며, 이 가운데 최순실을 출생한 다섯 번째 배우자의 이름은 임선이(林先伊)이다.
 한편 최태민과 박근혜가 내연 관계로서 동거하고 있다는 내용의 청와대 민정수석실 보고서가 1989년 10월 노태우 대통령에게 전달되었다. 이는 2016년 11월 4일 조선일보의 공개로 알려지게 되었다.

## 생애
황해도 봉산군(현 사리원시)에서 출생하였다. 주민등록상 출생일은 1912년 5월 5일이나, 경기도 용인시 처인구에 있는 묘지의 비석에는 1918년 12월 8일(음력 11월 5일)로 되어 있다.
1942년부터 1945년 8월까지 황해도경 소속 일제순사로 재직하다가 해방 이후 월남하여, 1945년 9월 강원도경 소속 경찰, 1947년 3월 대전경찰서 경사, 4월에는 인천경찰서 경위 (사찰주임), 1949년 6월 육군 제1사단 헌병대 비공식 문관, 1950년 7월 해병대 비공식 문관으로 머물렀다. 1951년 3월 군에서 나온 뒤에는 사단법인 대한비누공업협회 이사장 및 대한행정신문사 부사장(부산)으로 활동하다가, 1955년에는 경상남도 양산군 개운중학교(비인가 학교)의 교장을 맡았다. 이후로도 대한농민회 조사부 차장, 전국 불교청년회 부회장, 한국복지사회 건설회(임의단체) 회장과 같은 다양한 직책을 거쳤다. 1963년 5월에는 민주공화당 중앙위원이 되었다가, 1965년 2월 15일 ‘유가증권 위조’혐의로 입건되었다.
1970년 대전시 대사동 196에서 불교·기독교·천도교를 종합하여 영세교라는 종교를 창시하였다. 당시에는 자신을 ‘영의 세계에서 온 칙사’인 ‘원세경’으로 칭하였다. 영세교는 1975년이 되기 전에 스스로 정리한 것으로 보인다. 한편, 미상의 시기에 헌금을 내고 대한예수교장로회 종합총회의 조현종으로부터 목사 안수를 받아, 이후로도 목사의 직함을 사용하였다.
1975년 3월 6일 박근혜와 만난 뒤, 같은해 4월 29일 대한구국선교회(大韓救國宣敎會)를 조직하였고, 자신은 총재가 되었다. 대한구국선교회는 1976년 12월 10일 구국봉사단(救國奉仕團), 1979년 5월 1일 새마음봉사단으로 이름을 바꿨다. 1979년 10·26 사태 이후 최태민의 재산에 대하여 조사가 이루어졌으나, 최태민은 자신의 재산을 축적한 모든 경위가 박근혜의 지시에 의하여서였다고 증언하여 수사에서 벗어났다.

### 독살설
최태민의 아들 최재석은 "1994년 아버지가 1000억대 부동산과 골드바 등 전재산을 박근혜 씨에게 되돌려 주겠다고 했으며, 이를 눈치 챈 누군가에 의해 4월 중순쯤 독살된 것이 아닌가 하는 의심을 가지고 있다"고 주장하였다. 사망신고서에 호주 승계자는 최순실로 행정기관에 사망신고는 사망후 2달이 지난 시점이었는데, 박주민 국회의원은 최태민의 사망이 세상이 알려지는 것을 싫어한 것 아닌가라는 언급을 하였다.

## 범죄사실
1979년 중앙정보부는 최태민의 비위 사실을 수사하여 1979년 10월 23일 대통령 박정희에게 보고하였다.
최태민은 횡령, 사기, 변호사법위반 등 44건의 범죄혐의와 간통을 비롯한 12건의 성추문이 확인되었다.

## 논란

### 비리
1970년대에 대한민국 중앙정보부에서 최태민에 대해 조사하여 작성한 보고서 ‘崔太敏關聯資料’(최태민관련자료)에 따르면, 자신이 설립한 구국봉사단을 활용하여 다음과 같이 인사청탁을 하였다고 한다.
1975.9.15 2군 이모 대령의 부인 김OO에게 국방부 장관에게 청탁하여 이OO을 준장으로 진급시켜준다고 하고 그 대가로 200만 원 수수. 1976.6.4 H사 사장 김OO에게 서울시장에게 청탁하여 서울시 비상유류 저장탱크 공사를 맡게 해준다고 하고 그 대가로 5000만 원 수수. 1976.10 초순 한국소방기구공업협동조합 이사장 이OO에게 내무부 차관에게 청탁하여 소방기구 신규제조 허가를 억제해주고 동 기구검정권을 동 조합에 주도록 해준다는 조건으로 200만 원 수수. 1976.8 전 중앙정보부 강원지부장 김OO의 부인 박OO에게 남편을 중정에 복직시켜준다고 하고 그 대가로 2차에 걸쳐 150만 원 수수. 1976.9 초순 S관광 대표 진OO에게 대덕-연기 지역구 차기 공화당 국회의원 후보 공천을 받게 해준다고 하고 1976.9.17~12.10 5회에 걸쳐 500만 원 수수. 1977.3.24 H사 K회장에게 구국봉사단 부산지단장에 임명해준다고 하고 그 대가로 200만 원 수수. 1975.9.27 H사 사장 K회장에게 대한화재보험협회에 청탁하여 동 협회 청사 신축공사를 맡게 해준다고 하고 그 대가로 7000만 원 수수.

### 재산 부정 축적
최태민은 각종 비리 의혹과 함께 박근혜와 막역한 관계를 내세워 재산을 축적하였고, 이를 자녀에게 상속하였다는 의혹이 있다. 실제로 최태민의 딸인 최순실 부부는 강남의 200억 원 빌딩의 소유주이고, 여섯번째 딸 부부는 150억 원 규모의 부동산 소유주이다.

### 박근혜와의 내연관계 의혹
1989년 무렵부터 최태민과 박근혜의 내연관계 설이 시중에 돌았고, 이는 그해 10월 청와대 민정수석실의 보고서를 통해 노태우 대통령에게 보고되었다가, 2016년 11월 4일 조선일보의 보도로 알려졌다. 해당 보도에는 “최태민 보고서”의 원문이 포함되어 있었는데, 종이 신문으로 보도된 “최태민과 내연의 관계로 동거하고 있다.”라는 구절이 온라인판에서는 삭제되어 의문을 자아내었다. 최태민은 다른 목사에게 “박근혜와 나는 영의 세계 부부이지, 육신의 부부는 아니다”라고 말하기도 하였다고 한다. 한때 최태민을 만났던 전기영 목사는 최태민에게 박근혜와의 관계에 대해 묻자 최태민이 ‘내가 나이가 있는데…’라고 반문하여 둘 사이에 아무런 일이 없었다고 생각하였으나, 다만 최태민은 ‘박근혜와 나는 영의 세계 부부이지, 육신의 부부는 아니다’라는 말을 했다고 전하였다.
공식적으로는 미혼인 박근혜가 최태민과의 사이에서 숨겨둔 사생아가 있다는 의혹은 여러 번 제기된 바 있으며, 특히 2007년 대선 직전 이것이 공론화되었다. 이에 대해 그녀는 2007년 7월의 한나라당 인사 검증 때, 한나라당 대통령 후보 검증 청문회에서 한 검증위원이 최태민과의 부적절한 관계를 묻자, ‘숨겨둔 아이’가 나오면 DNA 검사까지 받겠다고 말하였다. 그녀는 "내게 애가 있다면 데리고 와도 좋다"며 "DNA 검사까지 해 주겠다"며 자신에게 숨겨둔 자식이 있다는 일부 주장도 강력 부인했다.
2007년의 인사검증회에 참여한 어느 참관인으로부터 "독신인데 저출산 문제에 어떻게 대응할 것이냐"는 질문을 받자 박근혜는 "사실 저도 결혼을 하고 싶었지만 사람 운명이 생각하지 않은 다른 방향으로 갈 수도 있다"며 잠시 생각에 잠겼다. 숨겨둔 자녀가 아들이라는 설, 딸이라는 설 등의 소문은 무성했으나 근거는 밝혀지지 않았다.
한편, 인터넷 신문 ‘서울의 소리’의 운영자 백은종은 이 의혹을 다시 제기하였으며, 백은종은 명예훼손으로 고발당하였다가 2015년 1월 28일 징역 1년6개월 및 집행유예 2년의 형벌을 받았다. 박근혜의 조카 은지원이 둘 사이에서 낳은 아들이라는 말이 인터넷에서 퍼지기도 하였다.

## 가계
최태민의 아버지 최윤성은 독립운동가로, 1919년 3·1 운동 당시 황해도 봉산군 사리원읍에서 독립선언서를 배부한 적이 있으며, 1920년에는 상하이 임시정부의 군자금을 모금하다가 약 1년 수감되었다. 1990년 정부로부터 건국훈장 애족장을 받았다. 한편 최태민의 동생은 부산 세관에서 일하다가 밀수꾼들의 총격으로 사망하였다.
최태민에게는 6명의 배우자가 있었다고 한다.
- 아버지: 최윤성(1892년 ~ 1945년)
  -     - 조카: 최형석
    - 조카: 최용석(1958년 ~ )
    - 아들: 최재석(1954년 ~ )[9]

  - 다섯째 아내: 임선이(1921년 ~ 2003년)
    - 의붓아들: 조순제[29]
    - 의붓딸: 최순영[30]
    - 딸: 최순득(1954년 ~ )
    - 사위: 장석칠(1953년 ~ )
      - 외손녀: 장시호
      - 외손자: 장승호

    - 딸: 최순실[8](1956년 - )
    - 사위: 정윤회
      - 외손녀 정유라

    - 딸: 최순천

  - 여섯째 아내:미상
    - 아들: 최광숙(1948년 ~ )
    - 아들: 최광현(1949년 ~ )